# Pruebas proyectivas
Las pruebas proyectivas son un instrumento que utilizan los profesionales de la salud para evaluar aspectos emocionales y de la personalidad de un sujeto.
El término de “métodos proyectivos” surge en 1939 por L.K. Frank, quien lo empleó para describir aquellas pruebas en las que se presenta al evaluado una situación que pueda ser respondida de muchas maneras, de forma que el sujeto “proyecta” aspectos de su personalidad en función de su respuesta al estímulo que se le presente. Por tanto, la personalidad se ve reflejada en la conducta y se expresa a través de las respuestas ofrecidas por el sujeto evaluado. 

## Características de los test proyectivos
- Los test proyectivos son complementarios entre sí. La información que aporta una prueba debe complementarse con otras pruebas para lograr un resultado más ajustado a la realidad.
- El sujeto cuenta con una amplia libertad para responder a los test planteados, sin tener un tiempo limitado para ello.
- No hay respuestas correctas o incorrectas.
- Los estímulos son poco estructurados, lo que dará lugar a la posibilidad de ofrecer una gran cantidad de respuestas. Aunque esto supone una dificultad a la hora de estandarizar los resultados.
- Permiten revelar la personalidad del sujeto, total o parte de ella.

## Pruebas más utilizadas
Existen distintos tipos de pruebas proyectivas en función de la forma de llevarse a cabo. Pueden ser: estructurales, si se emplea material visual; temáticos, consistentes en la narración de una historia a partir de imágenes; gráficos, mediante el empleo de dibujos; entre otros. Algunos de los test más utilizados son los siguientes:

### Test de Rorschach
El Test de Rorschach consiste en la presentación de una serie de láminas con manchas de tinta simétricas, ambiguas. Se debe aplicar desde los cinco años de edad. En función de lo que el sujeto expresa que ve en dichas láminas, se interpretará de una manera u otra; aportando información relevante acerca de la personalidad del individuo que está siendo evaluado.

### Test de Apercepción Temática
El Test de Apercepción Temática (TAT) es la prueba proyectiva de tipo temática más utilizada, sobre todo cuando se trata de evaluar a personas mayores de edad (aunque existen variedades en función del grupo de edad al que deba aplicarse). Consiste en un conjunto de láminas que muestran imágenes sobre escenas relacionadas con la familia, la violencia o el sexo. A partir de estas láminas el individuo deberá crear una historia (pasado, presente y futuro), de manera que muestre aspectos emocionales como necesidades o presiones psicológicas.

### Técnicas gráficas
Consiste en la realización de dibujos por parte del individuo. Aunque su interpretación es bastante subjetiva, la manera en que se realicen dichos dibujos aportará información relevante para que el evaluador establezca conclusiones acerca de la personalidad del individuo. Algunos ejemplos de pruebas proyectivas gráficas son el test HTP (house-tree-person), el test del dibujo de la persona bajo la lluvia o el test de la figura humana. En todos los casos el sujeto evaluado realizará un dibujo que, inconscientemente, revela aspectos de su personalidad sobre cómo se ve a sí mismo o cómo afronta determinadas situaciones en su vida.
- Datos: Q1501864